# Chaîne de Baoruco
La chaîne de Baoruco est un massif montagneux situé à l'ouest de la République dominicaine près de la frontière avec Haïti. Cette chaîne de montagnes dont l'altitude moyenne est de 600 mètres, s'étend dans les provinces de Barahona, Independencia et Pedernales. 

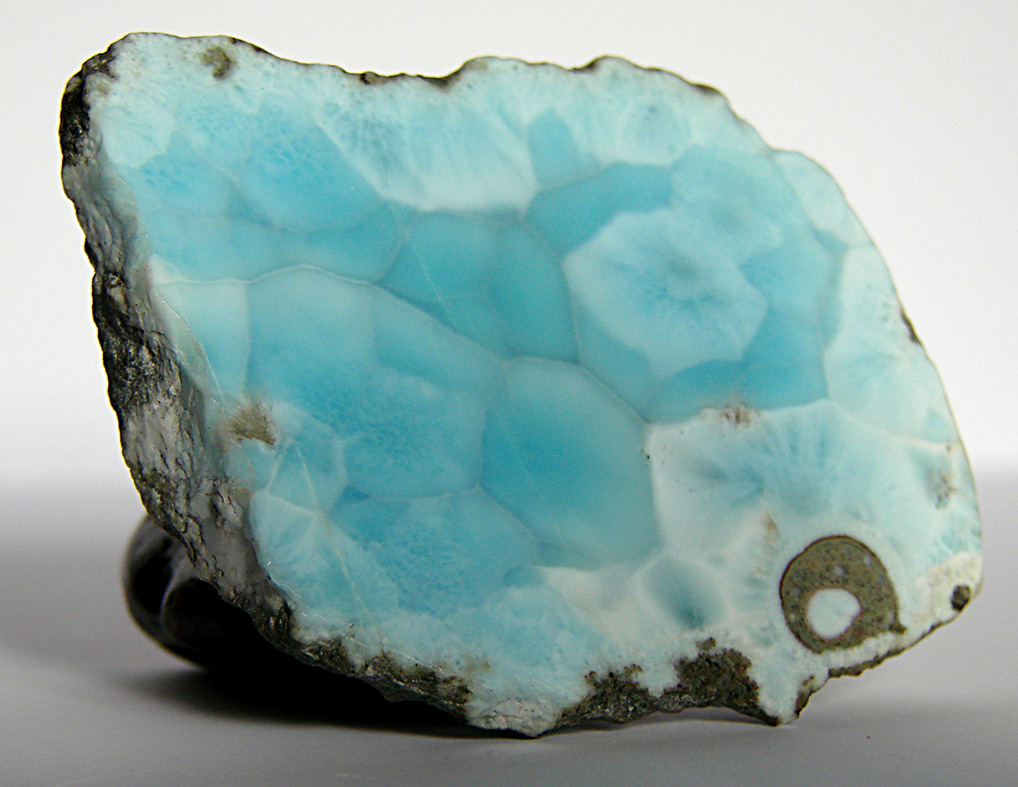
Minéral larimar, pectolite spécifique à la chaîne de Baoruco.

Elle prolonge la chaîne de la Selle qui est la continuité du massif montagneux en république d'Haïti.
La chaîne de Baoruco est célèbre pour une roche bleutée que l'on trouve uniquement en ce lieu, le larimar qui est un pectolite de couleur bleue. En outre, elle est riche en gisements de sel et de gypse (Salinas Barahona et Laguna de Oviedo).